# Tomomi Seoová
Tomomi Seoová (japonsky 瀬尾 智美) je bývalá japonská fotbalistka.

## Reprezentační kariéra
Za japonskou reprezentaci v roce 1986 odehrála 1 reprezentační utkání.

## Statistiky
| Japonsko | Japonsko | Japonsko |
| Roky     | Záp.     | Góly     |
| -------- | -------- | -------- |
| 1986     | 1        | 0        |
| Celkem   | 1        | 0        |